# Architetture di Reggio Calabria

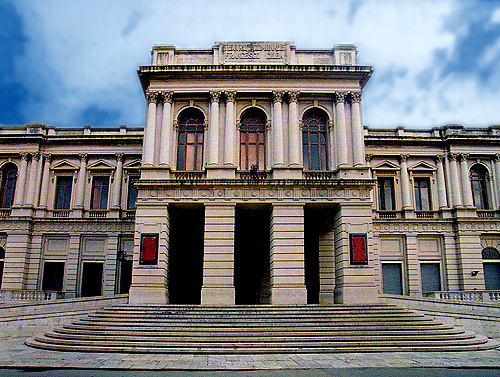
Teatro Cilea

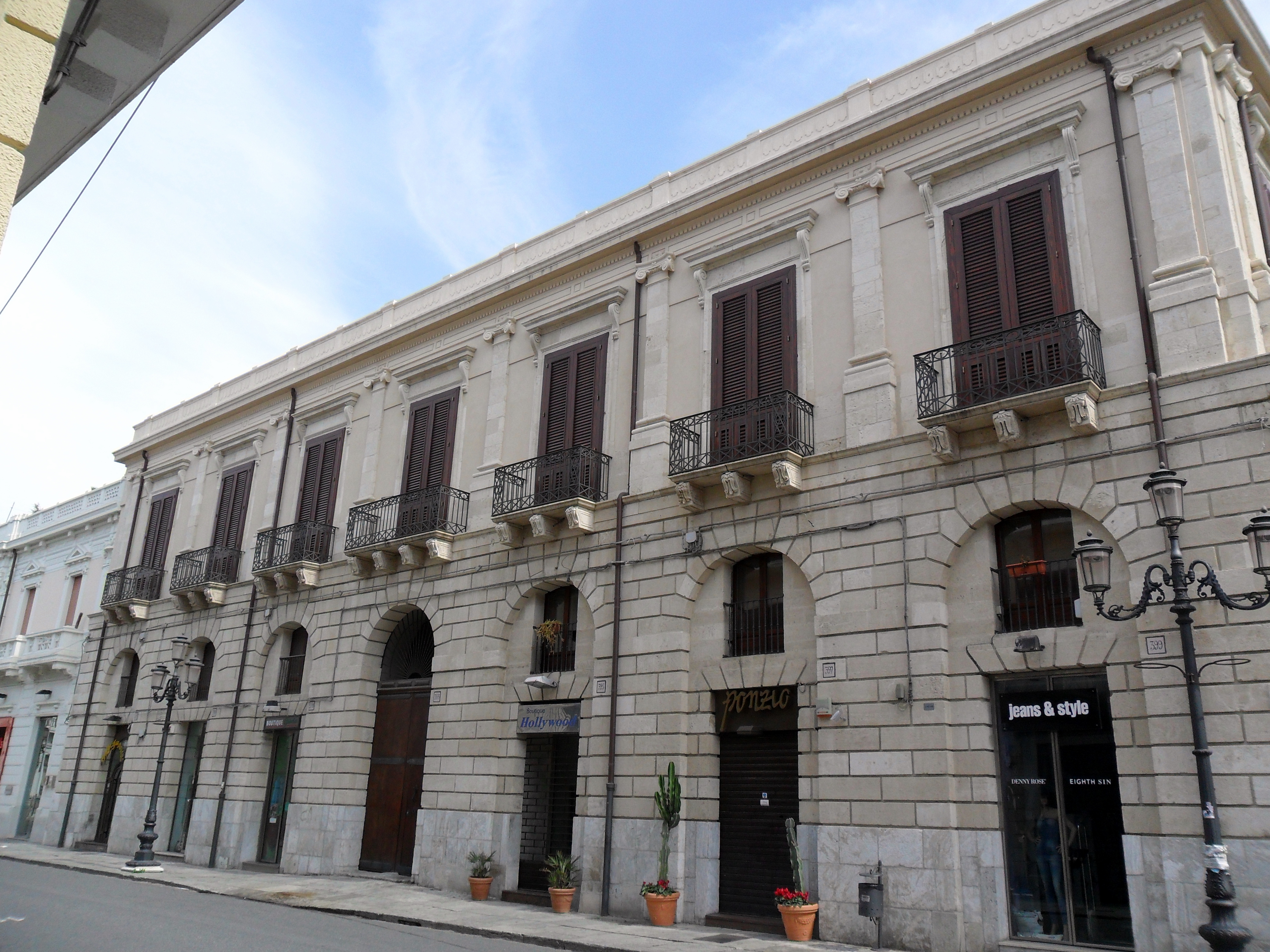
Palazzo Nesci.
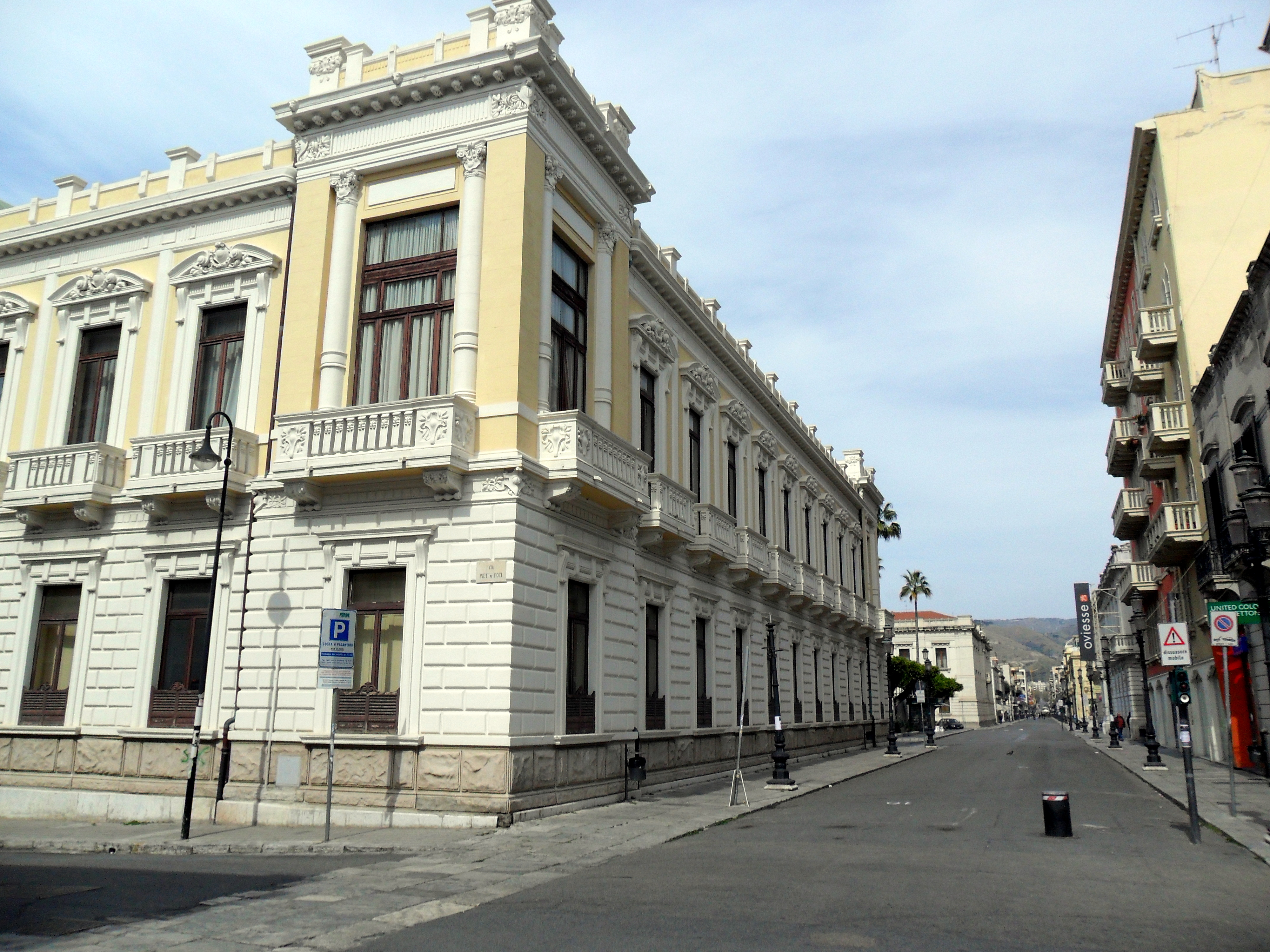
Palazzo Foti

Questa lista è suscettibile di variazioni e potrebbe essere incompleta o non aggiornata.

Alcuni luoghi simbolo e palazzi storici

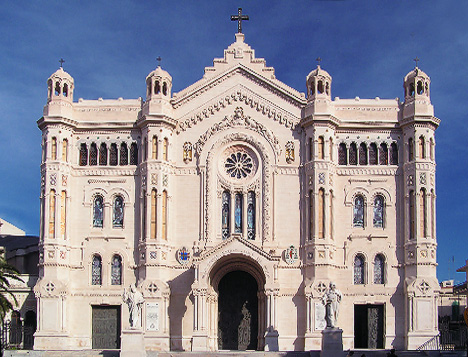
Cattedrale
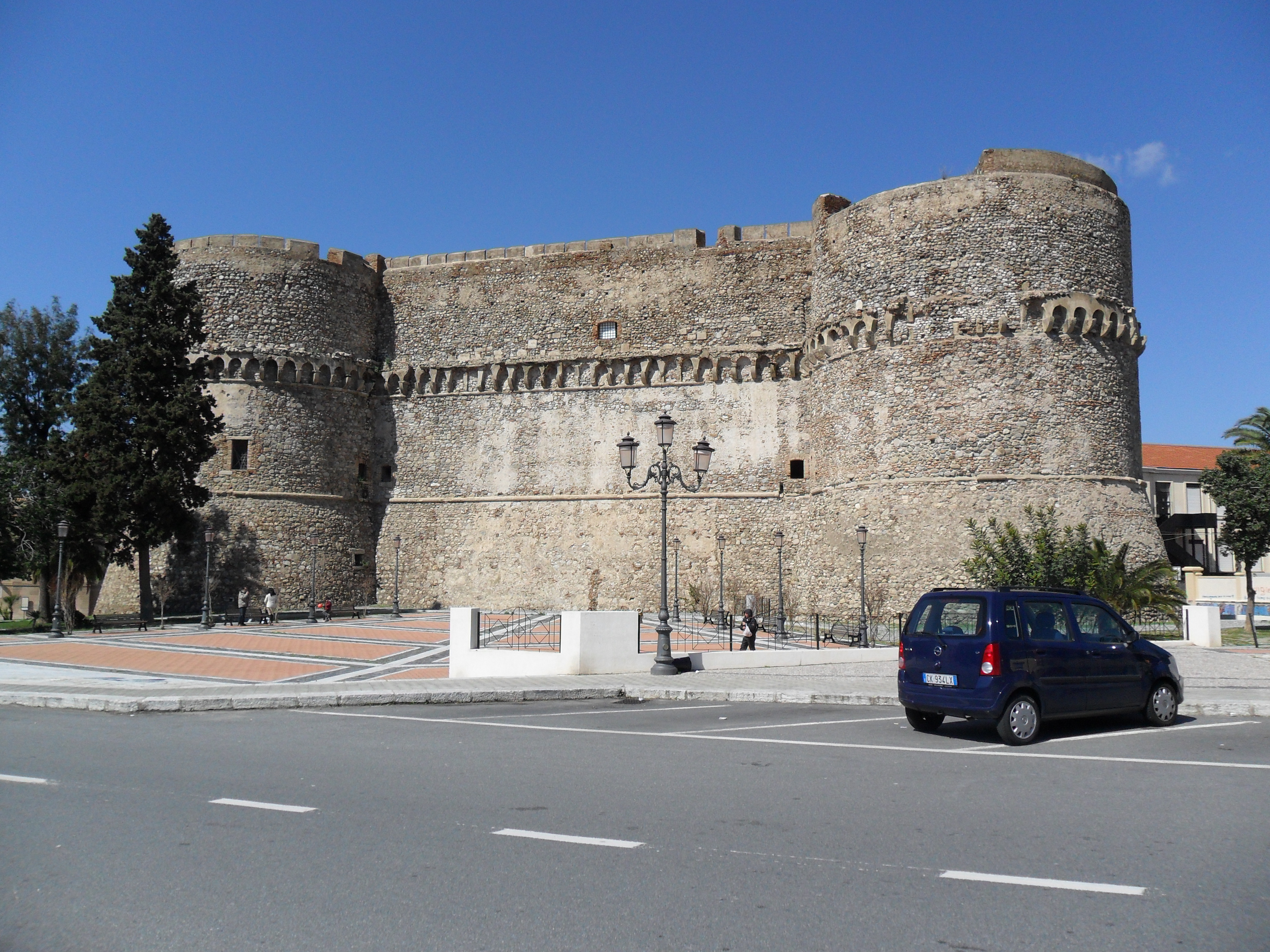
Castello Aragonese

- Teatro Cilea

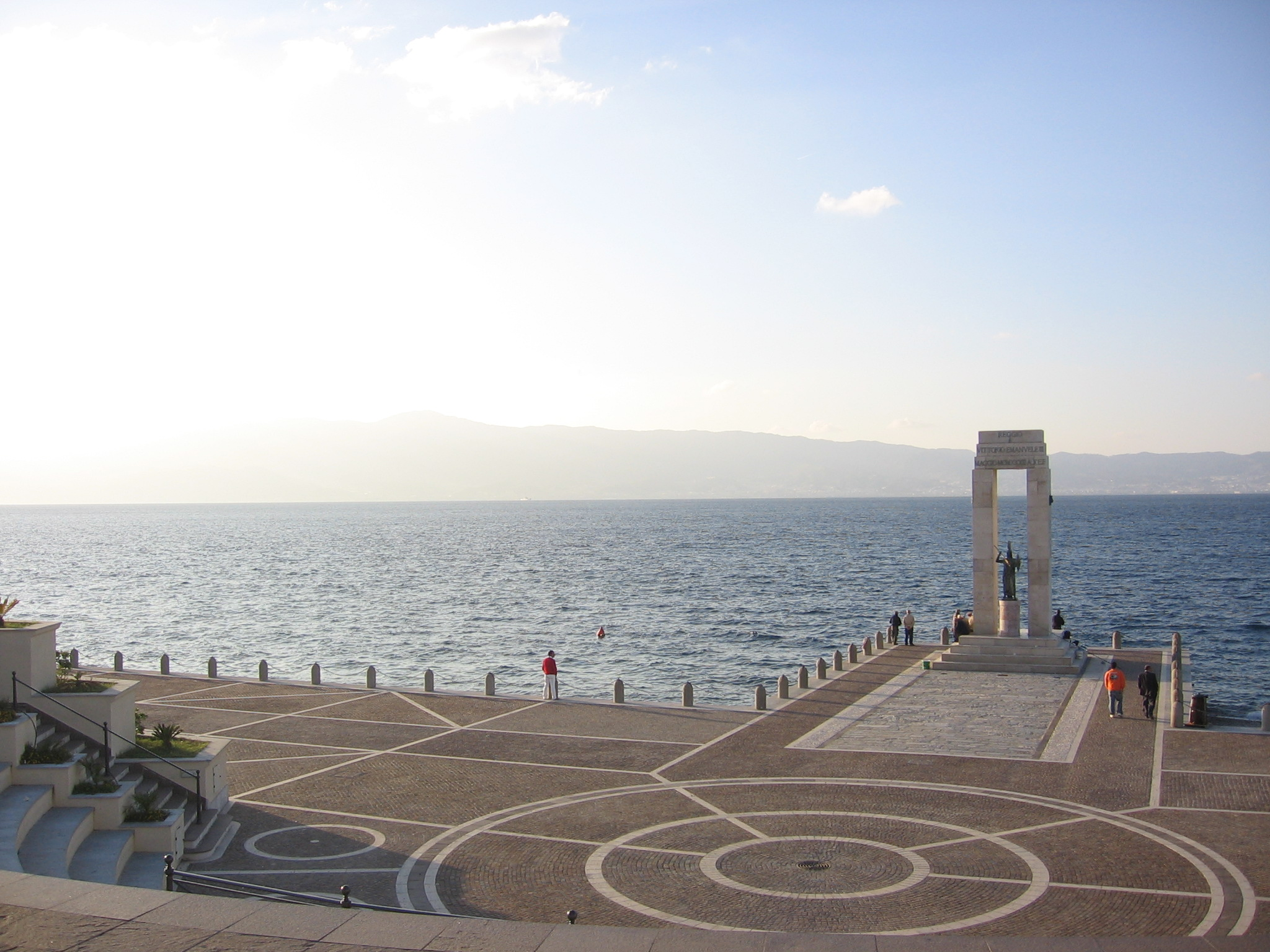
Arena dello stretto

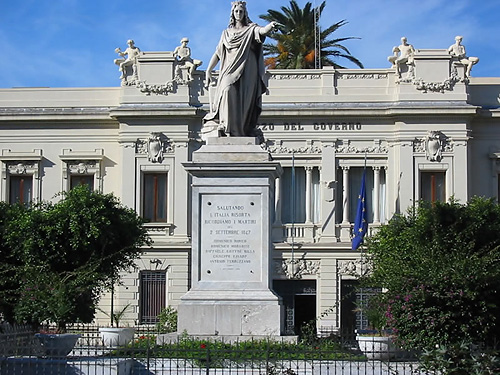
Monumento all'Italia

- Palazzo Nesci.
- Palazzo Foti

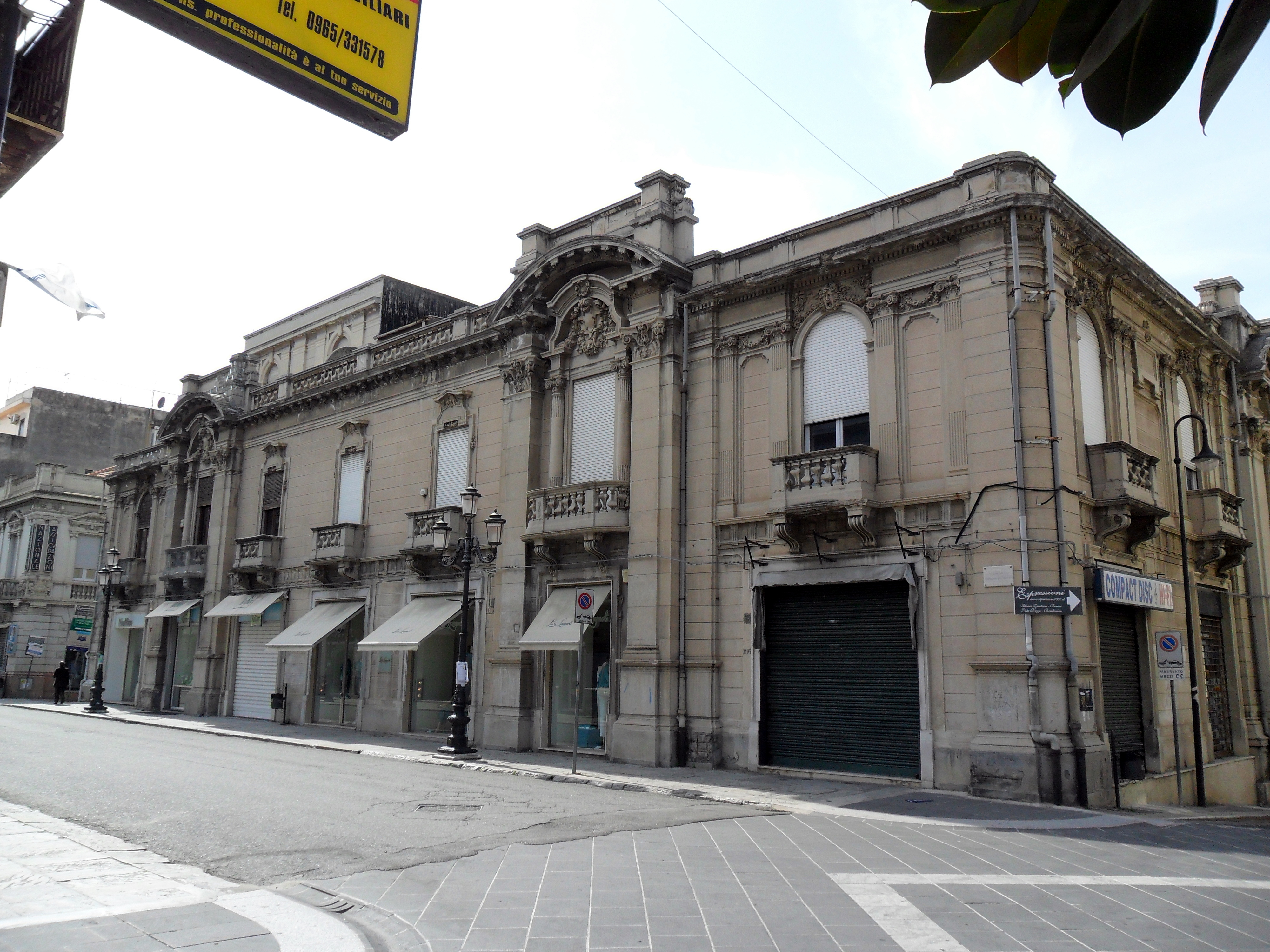
Palazzo Trapani-Lombardo
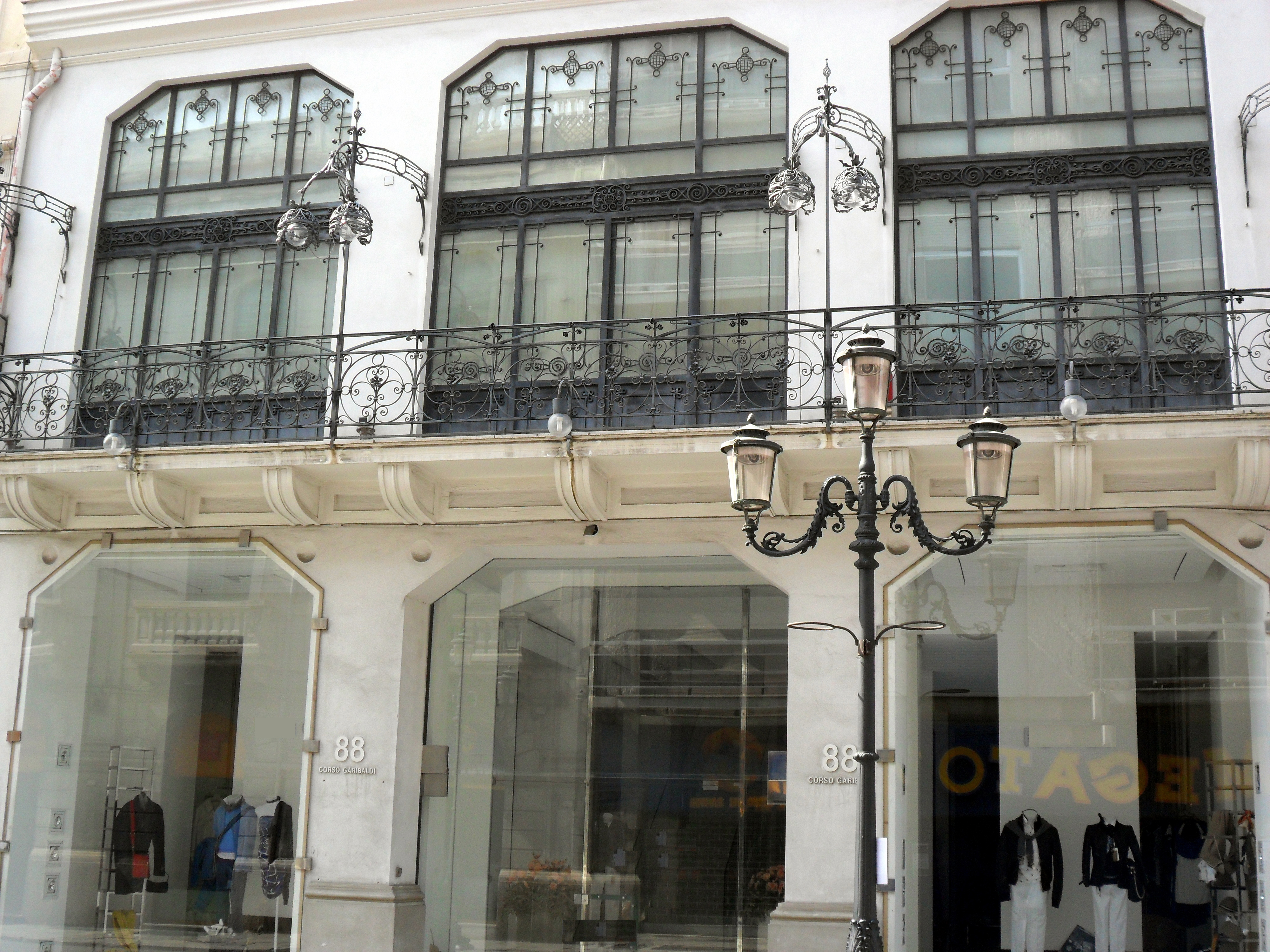
Palazzo Corigliano

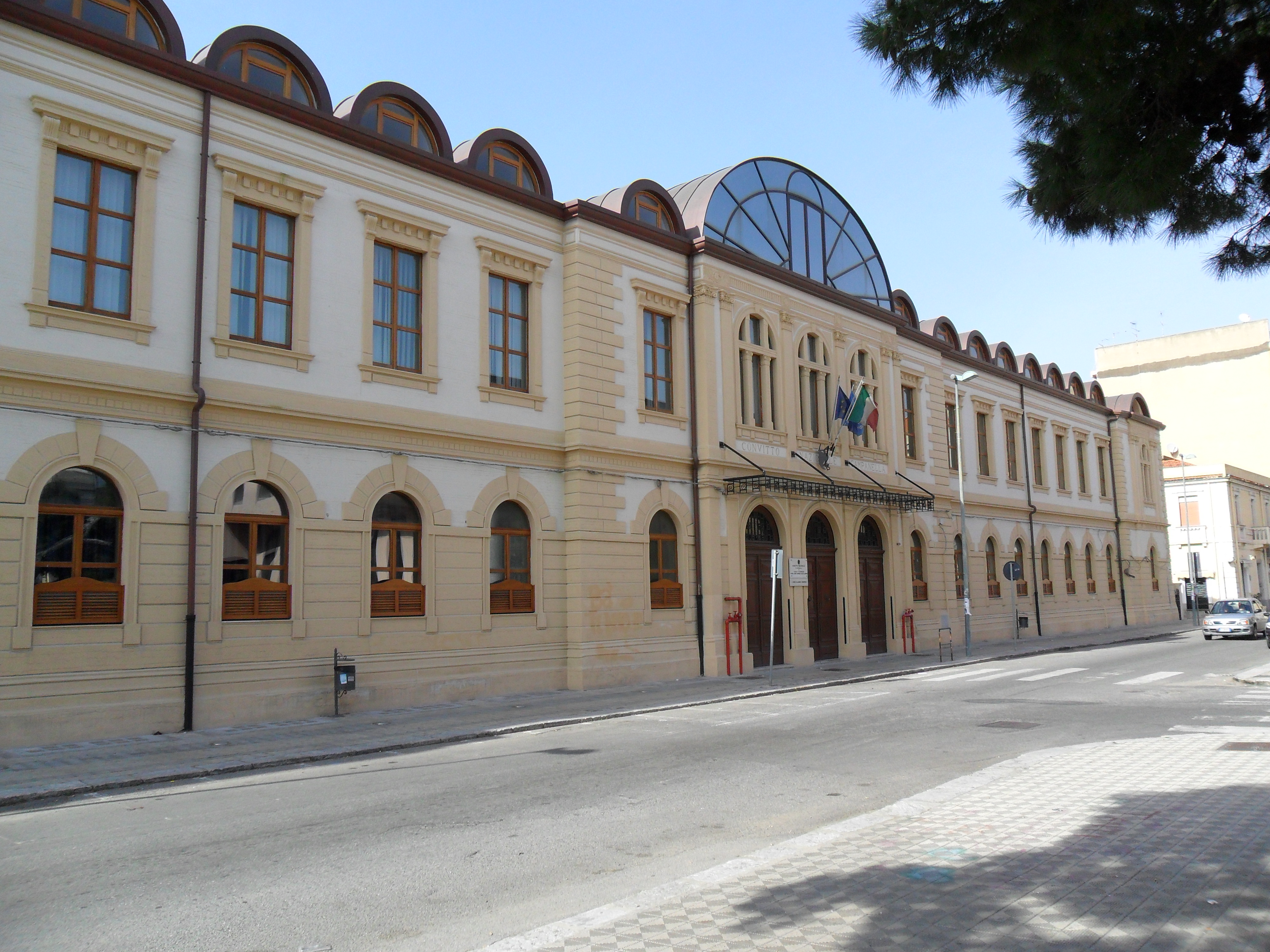
Convitto Nazionale
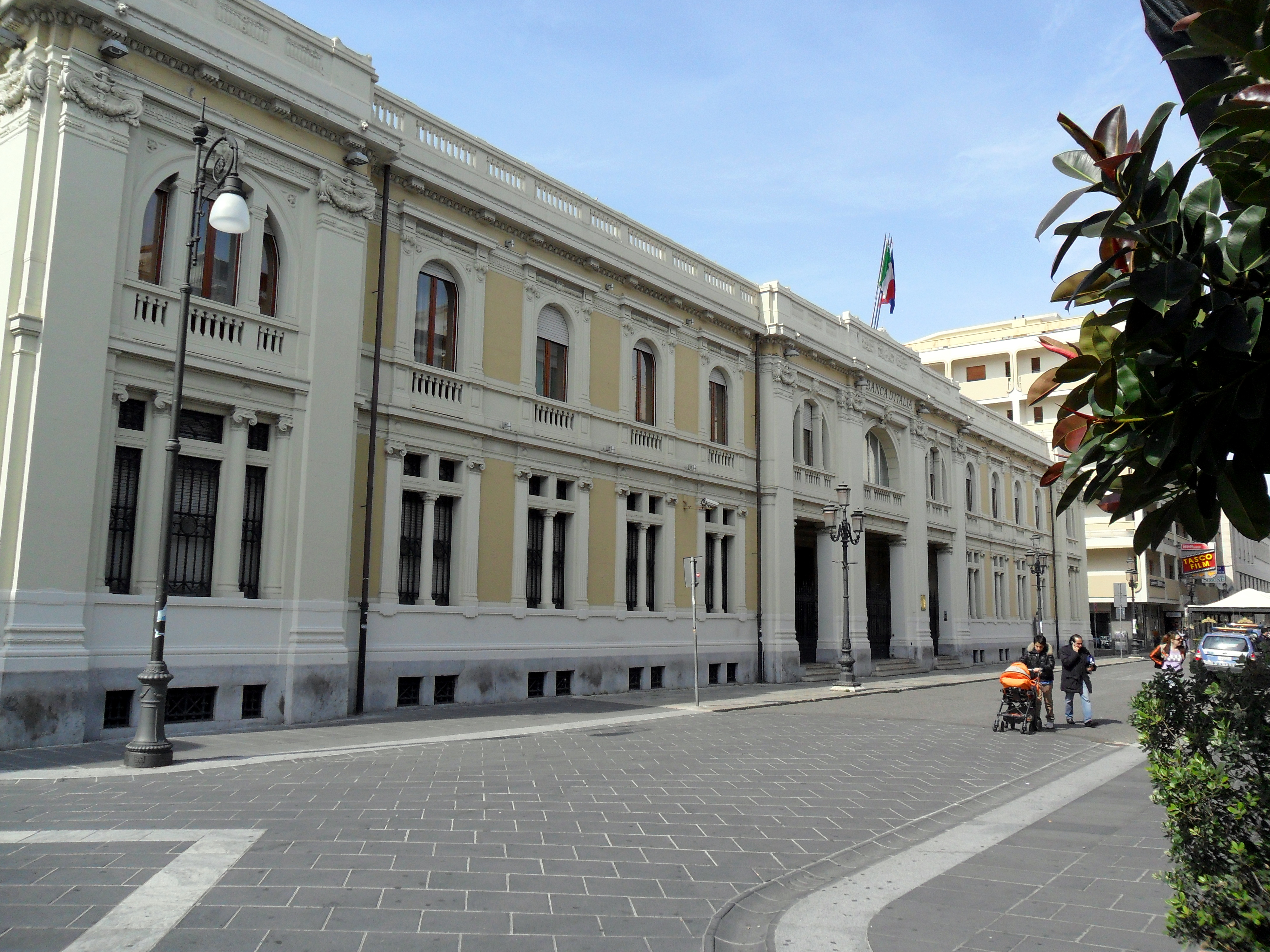
Palazzo della Banca d'Italia

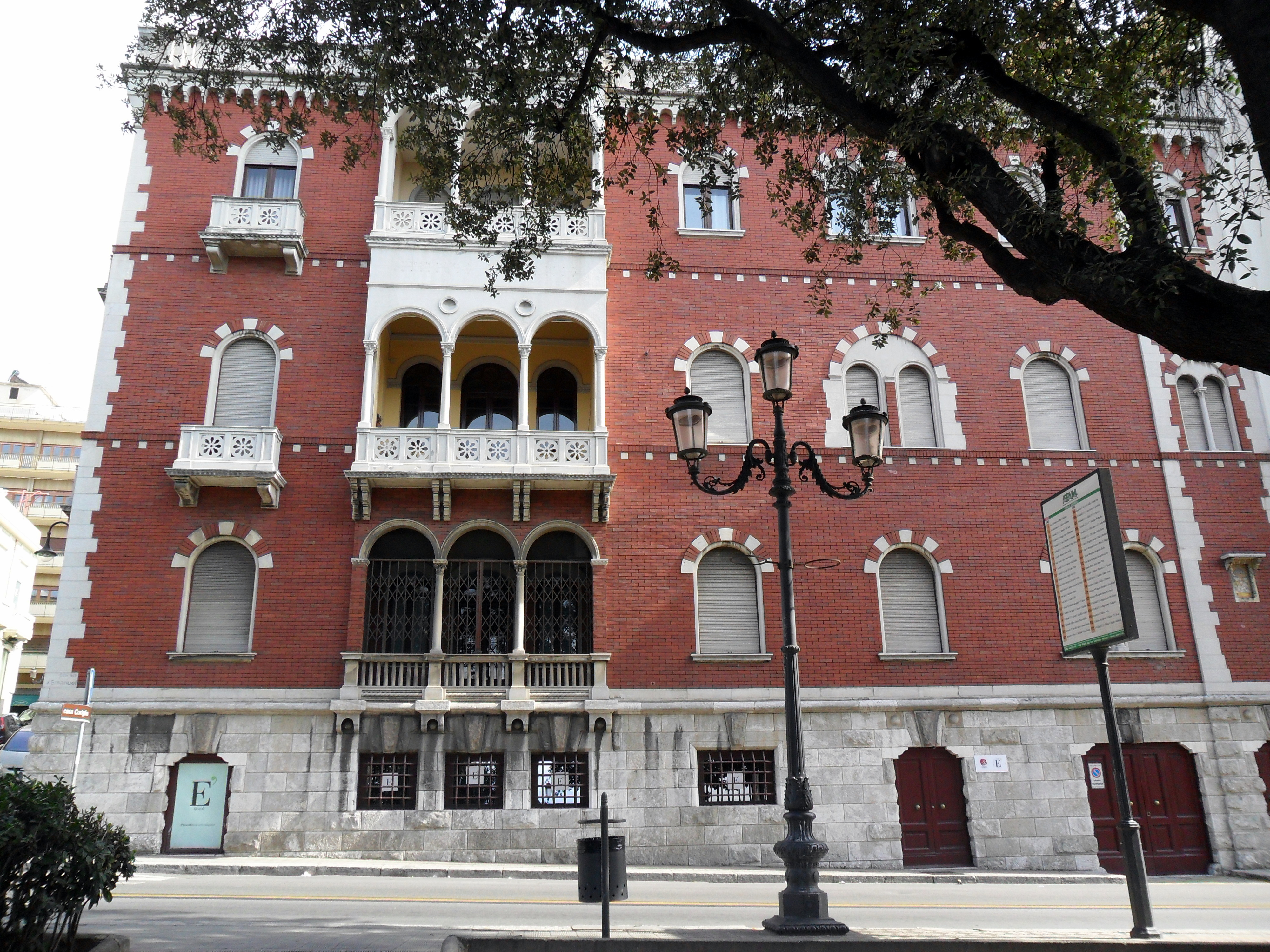
Palazzo Romeo-Retz
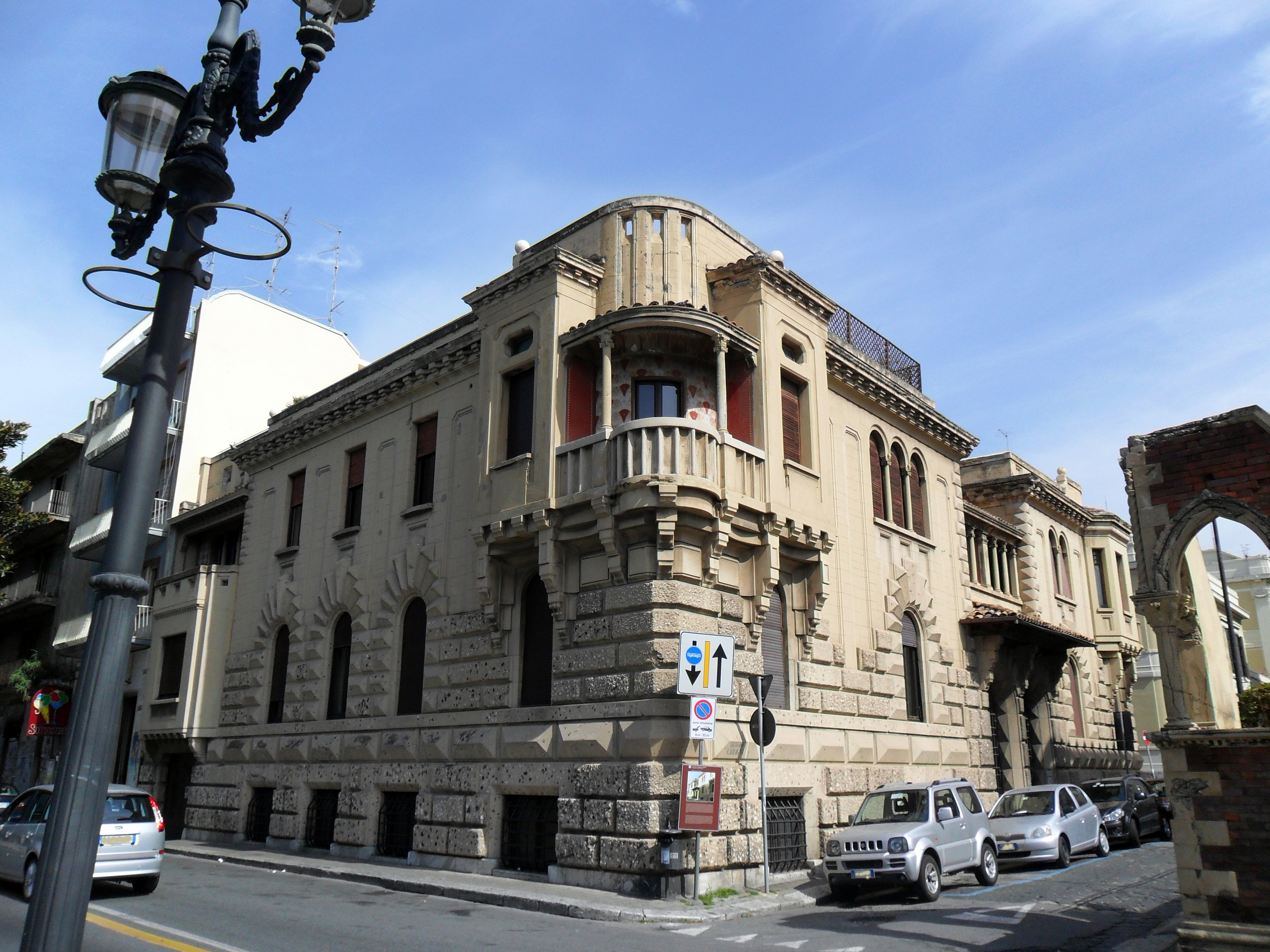
Palazzo Fiaccadori

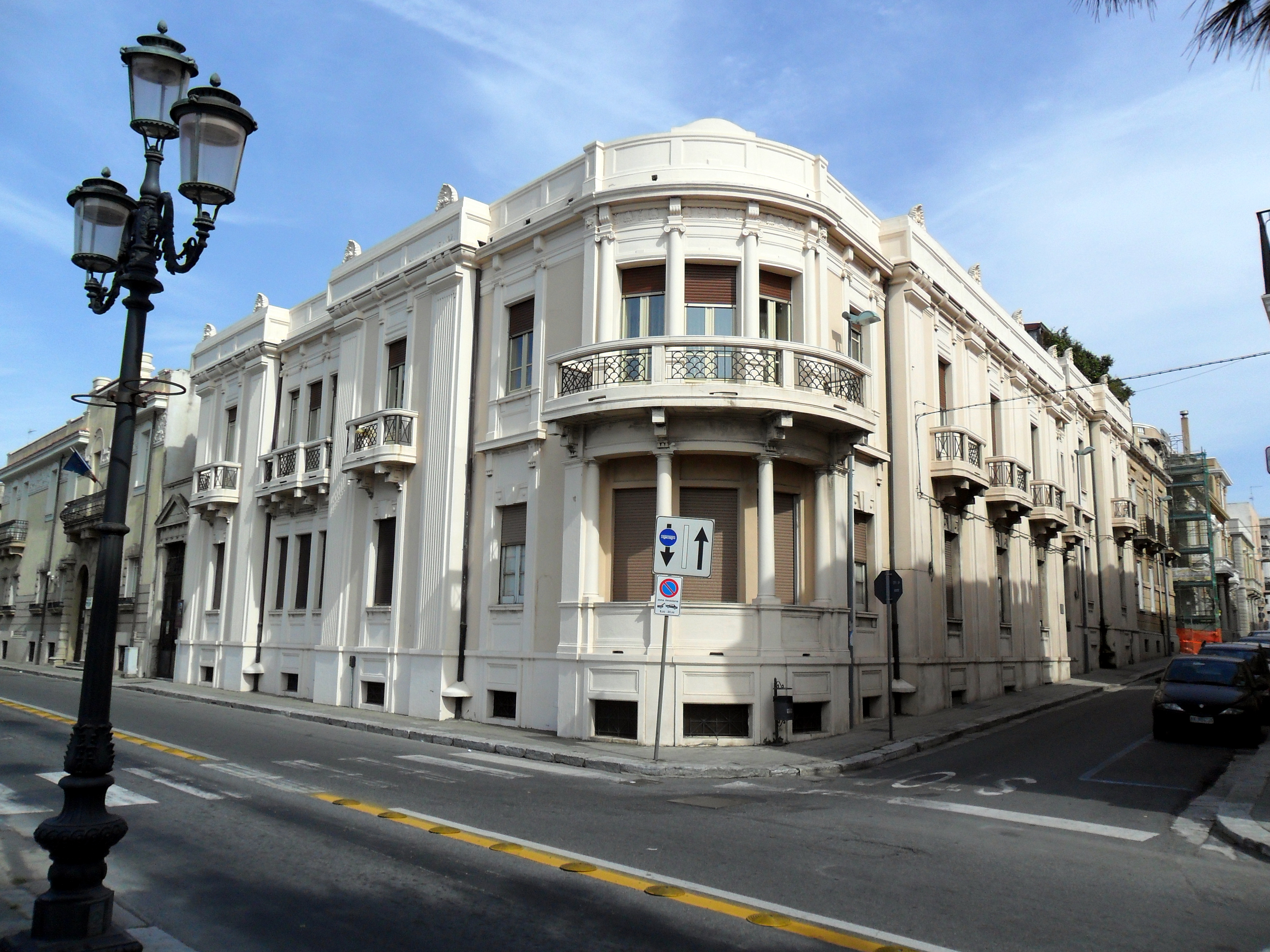
Palazzo Pellicano
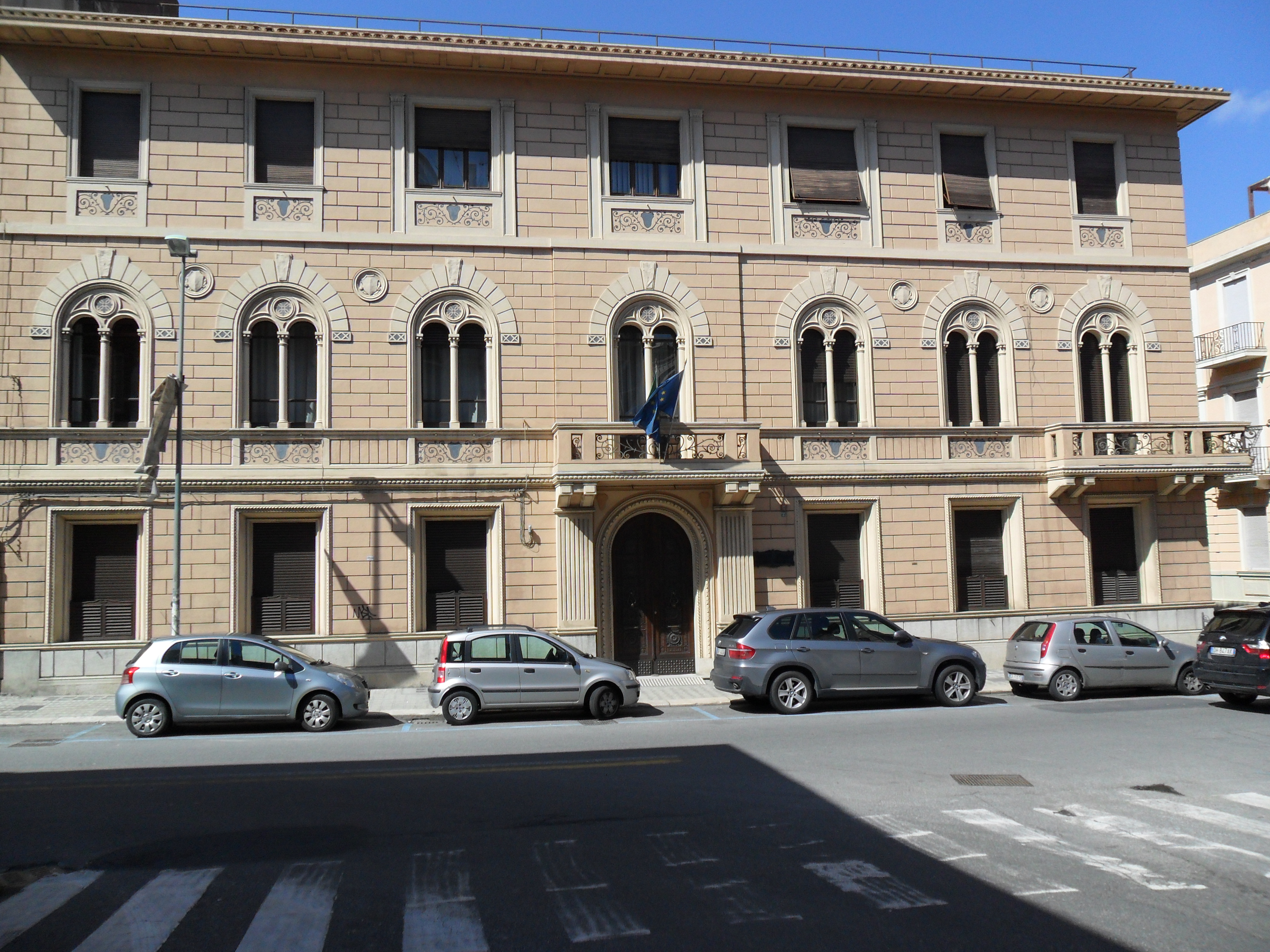
Palazzo Camera di Commercio

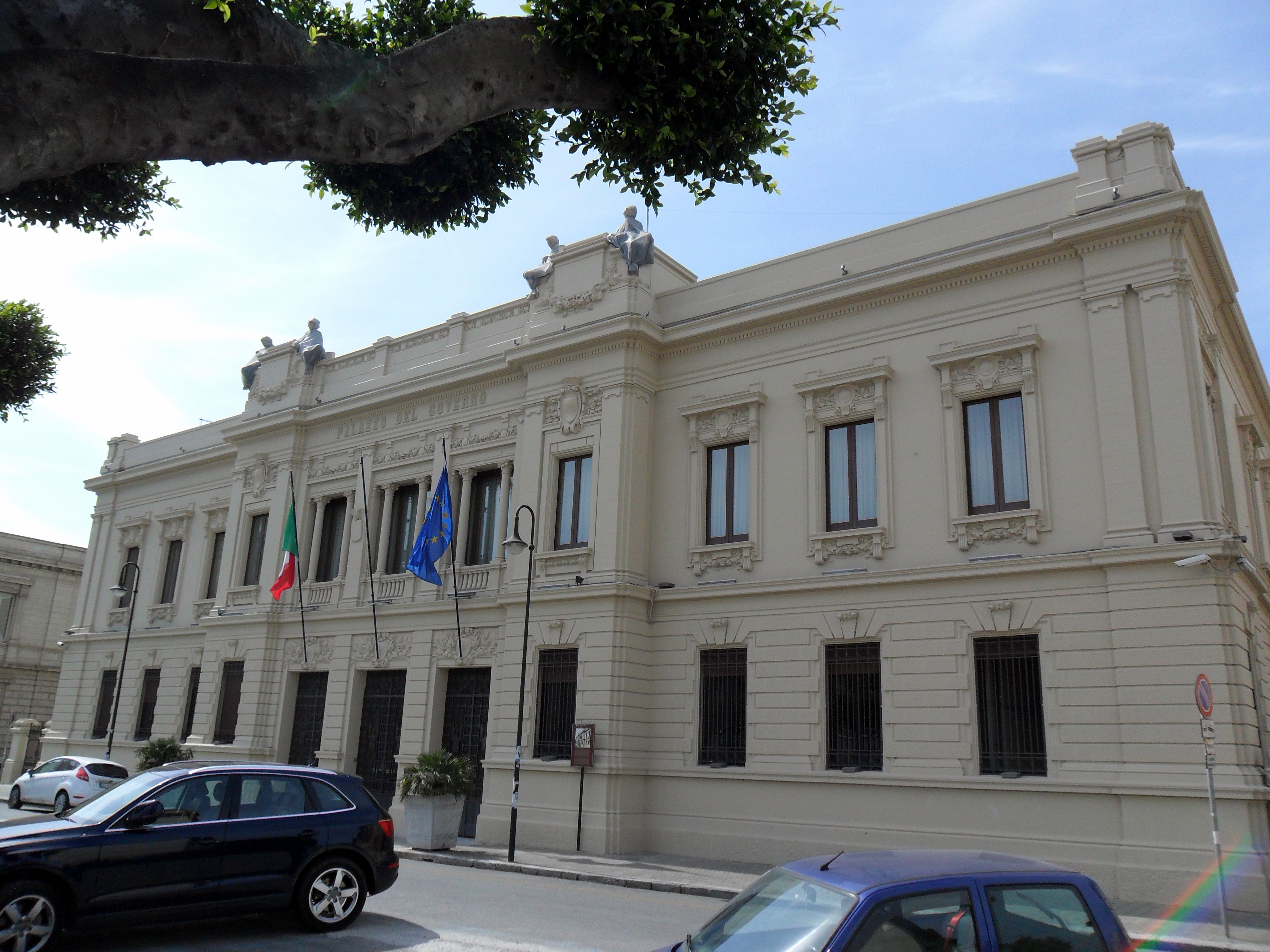
Palazzo del Governo
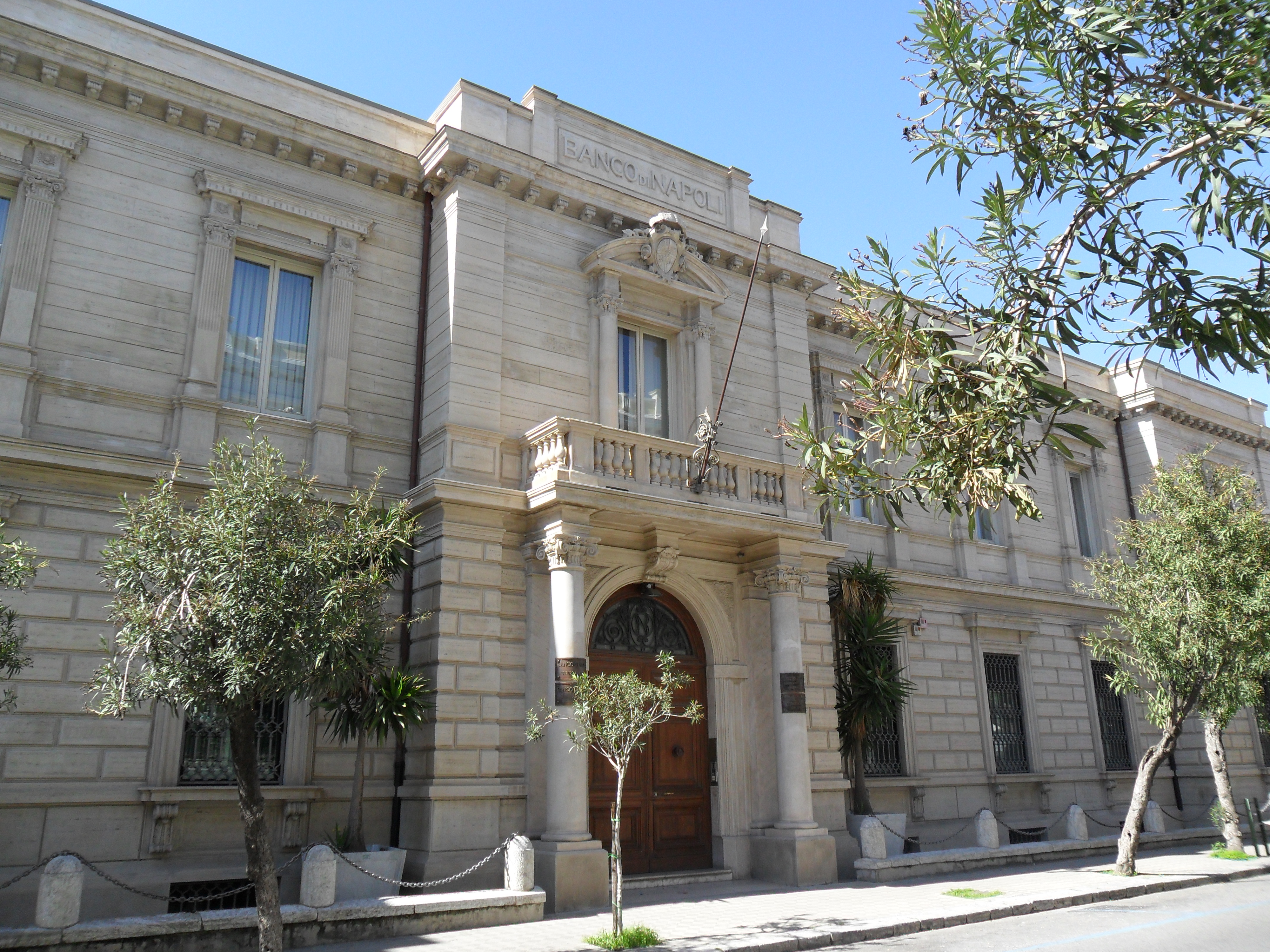
Palazzo Banco di Napoli

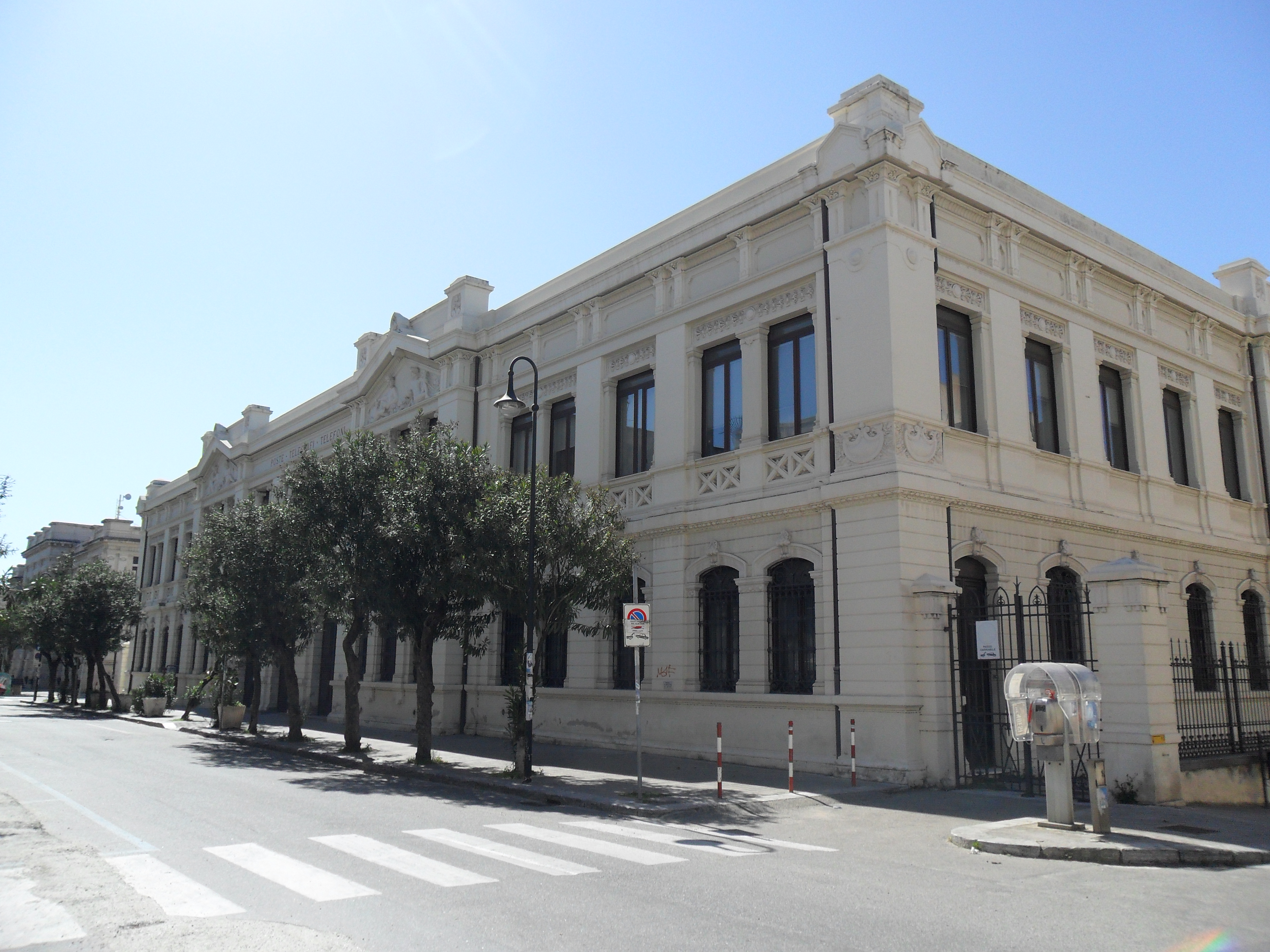
Palazzo delle Poste
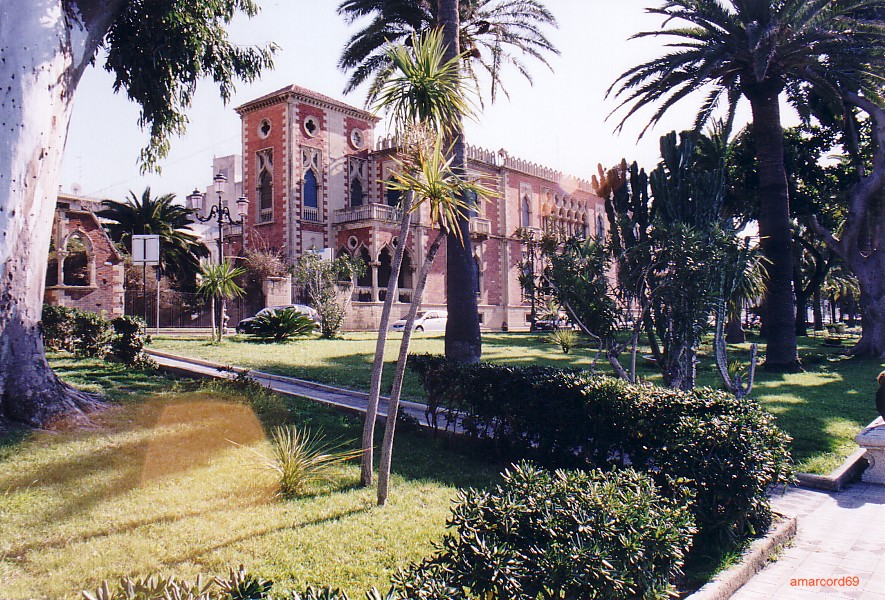
Villa Zerbi

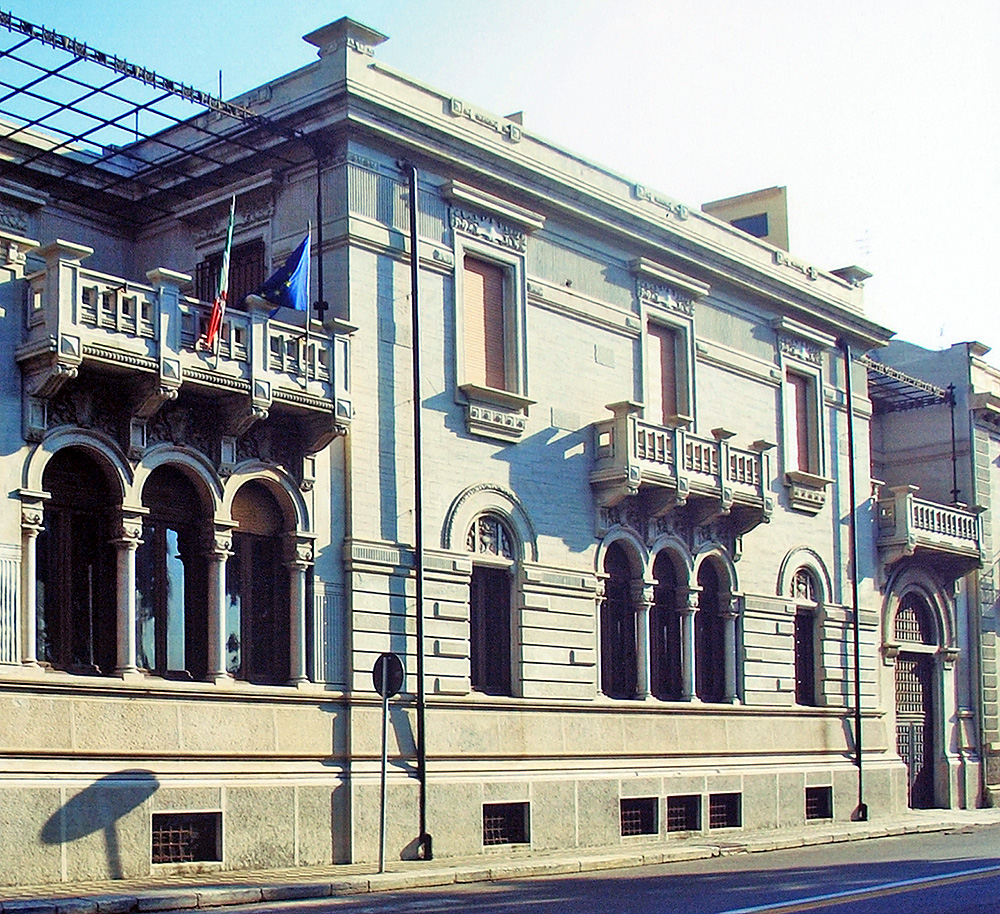
Palazzo Spinelli
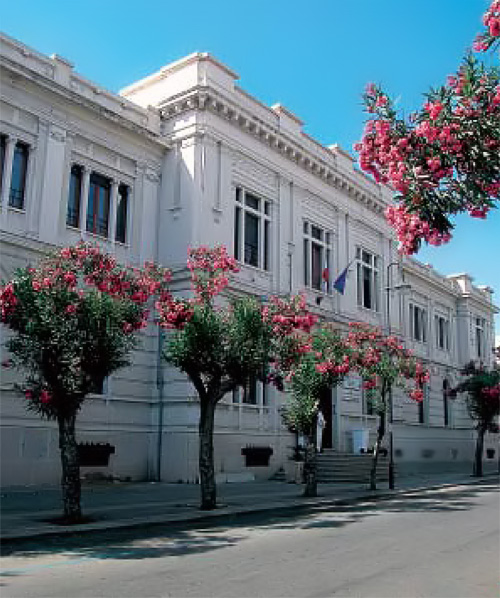
Palazzo Zani

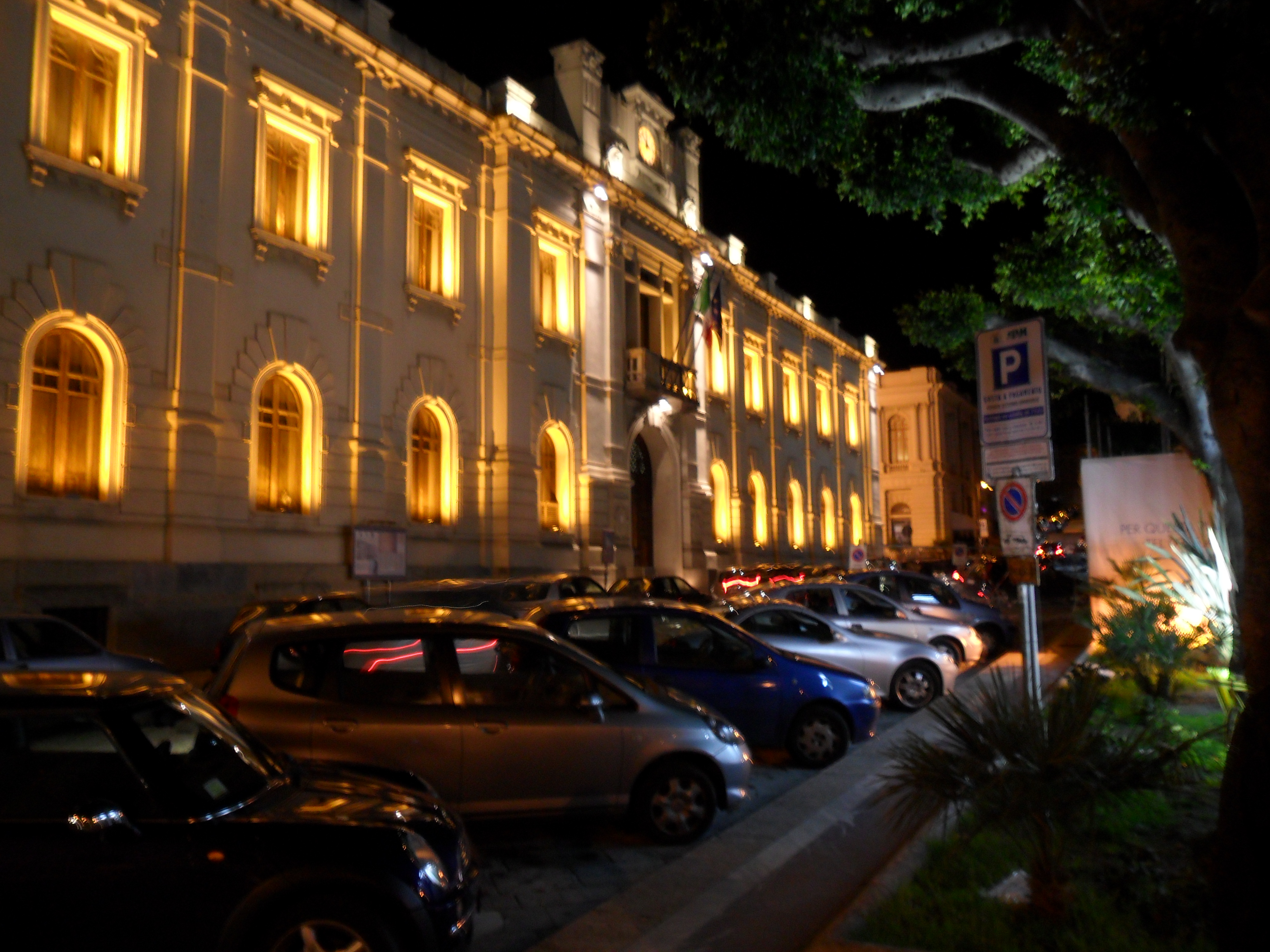
Municipio illuminato
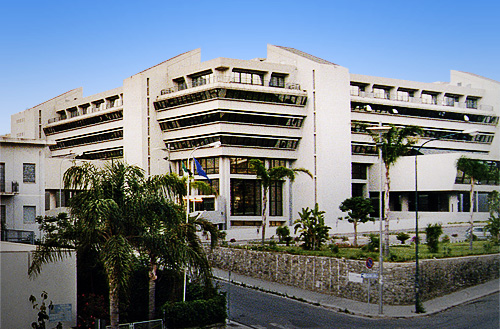
Il moderno palazzo della Regione

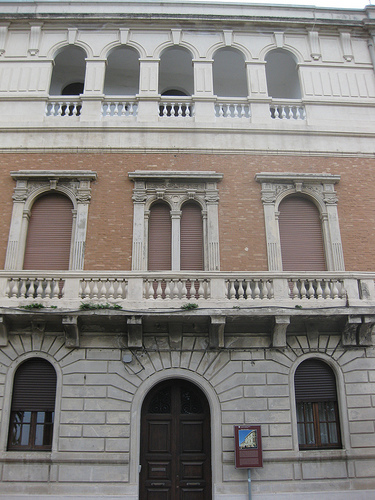
Palazzo Spanò Bolani
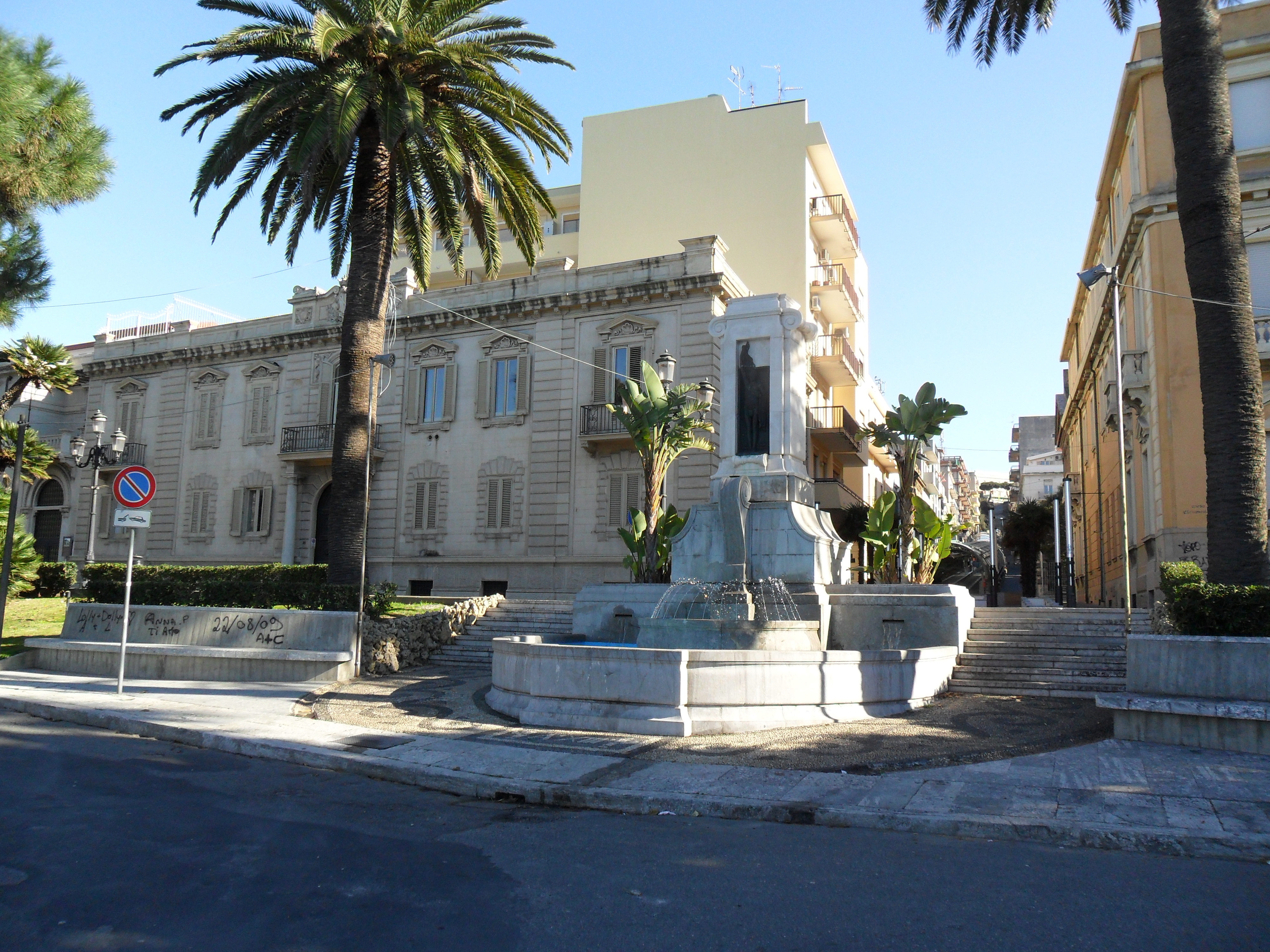
Fontana monumentale del lungomare

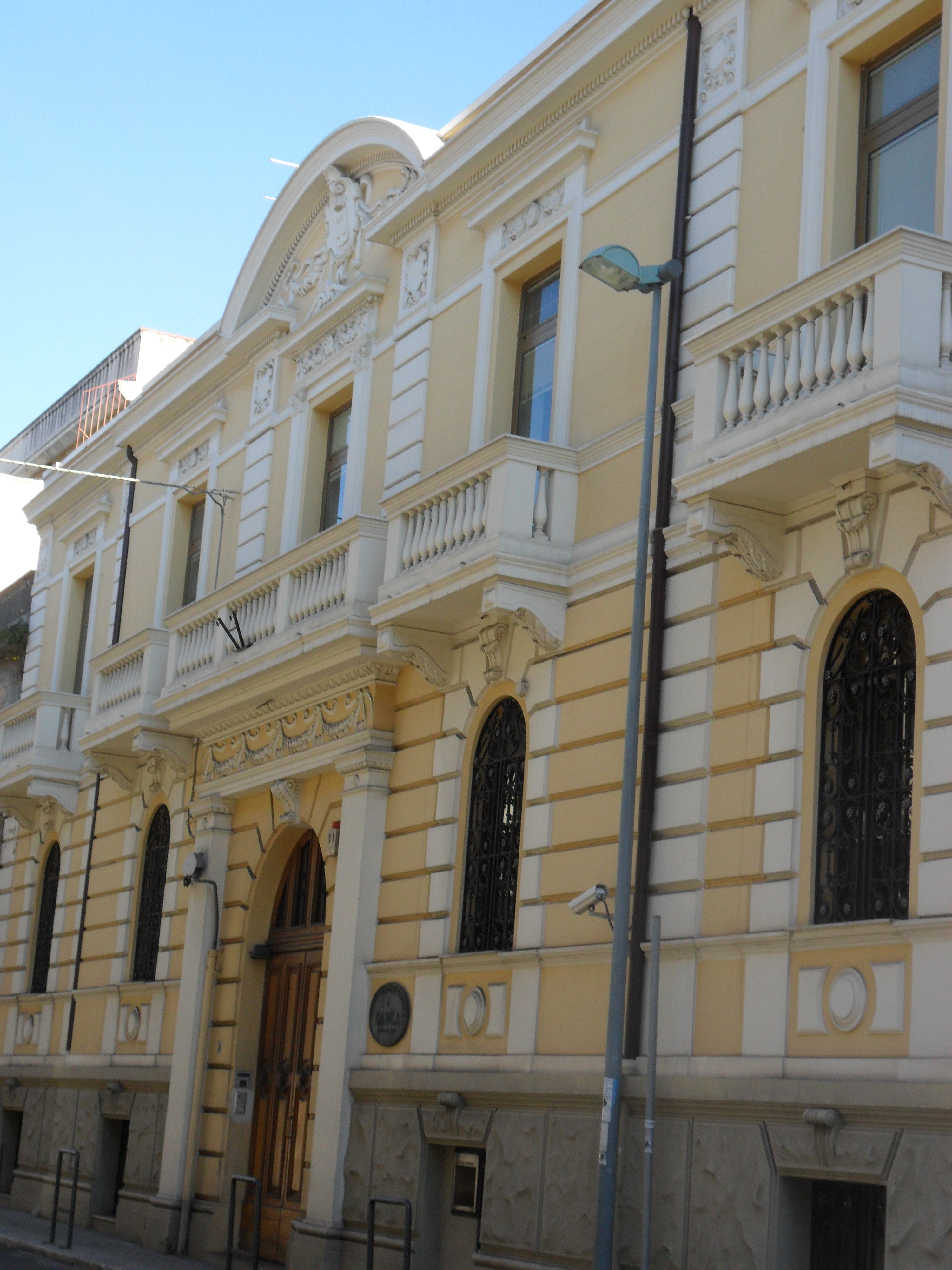
Palazzo del Monte dei Paschi di Siena
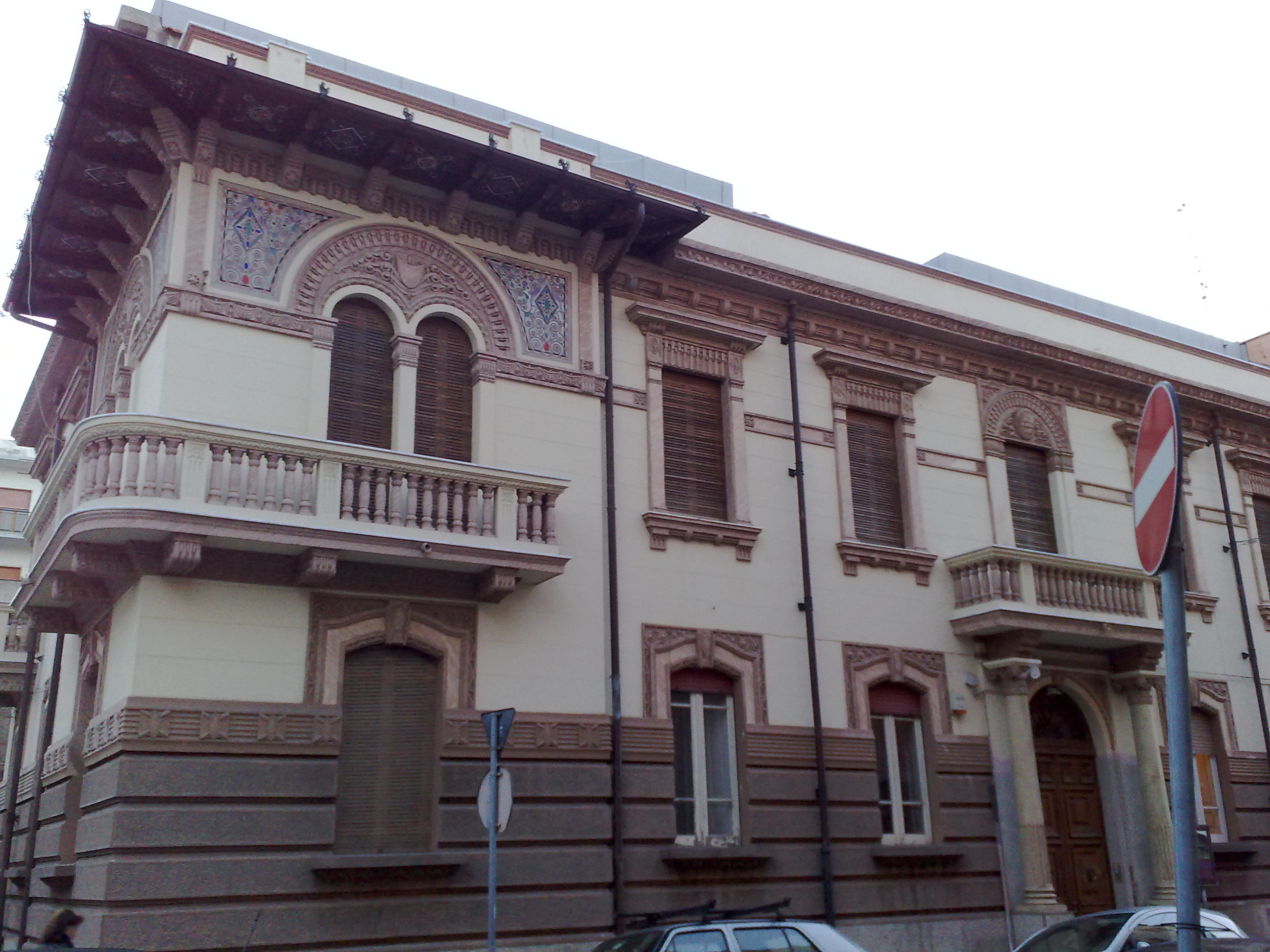
Palazzo Miccoli-Bosurgi

Questo è un elenco in ordine alfabetico dei palazzi e delle architetture monumentali presenti a Reggio Calabria o nel suo territorio storico, nonché dei castelli e delle case legati alle persone illustri della città.

## A
- Facoltà di Agraria
- Statua dell'Angelo Tutelare
- Facoltà di Architettura
- Arena dello Stretto (o Anfiteatro Senatore Ciccio Franco)

## B
- Palazzo Barbera
- Palazzo della Banca d'Italia
- Palazzo del Banco di Napoli
- Palazzo del Bufalo

## C
- PalaCalafiore (o PalaPentimele)
- Palazzo Corrado Alvaro (Palazzo della Provincia di Reggio Calabria)
- Piazza Camagna
- Palazzo della Camera di commercio
- Palazzo Campanella (Palazzo del Consiglio regionale della Calabria)
- Piazza del Carmine
- Piazza Castello
- Palazzo Corigliano
- Castello aragonese
- Casa del Fascio (oggi ospita la sezione staccata del TAR e il centro stampa dell'Università)
- Palazzo CeDir (Centro direzionale)
- Albergo Belfanti Centralino
- Cippo a Vittorio Emanuele III (Arena dello Stretto)

## D
- Palazzo De Blasio (sede dell'Istituto Magistrale "Tommaso Gullì")
- Piazza De Nava
- Duomo

## F
- Palazzo Fiaccadori
- Palazzo delle Finanze
- Fortini di Pentimele
- Fortino a mare (Castelnuovo, Tempietto a mare, Porto antico)
- Fontana della Fata Morgana
- Fontana monumentale del lungomare Falcomatà

## G
- Palazzo del Genio Civile (Palazzo Zani)
- Villa Genoese Zerbi (o semplicemente Villa Zerbi)
- Palazzo Giuffrè
- Palazzo del Governo (Prefettura)
- Palazzo Guarna
- Piazza Garibaldi

## I
- Facoltà di Ingegneria
- Piazza Indipendenza
- Piazza Italia (Piazza Vittorio Emanuele II)

## L
- Lido comunale Zerbi

## M
- Caserma Luigi Mezzacapo
- Palazzo Mazzitelli
- Palazzo Melissari
- Palazzo Melissari-Musitano
- Palazzo del Monte dei Paschi di Siena
- Palazzo Miccoli-Bosurgi
- Monumento al 38º parallelo
- Monumento a Corrado Alvaro
- Monumento ai caduti
- Monumento a Biagio Camagna
- Monumento a Giuseppe de Nava
- Monumento a Giuseppe Garibaldi
- Monumento all'Italia (o Monumento a Vittorio Emanuele II)
- Museo Nazionale della Magna Grecia (o Museo Nazionale della Magna Grecia, sito a palazzo Piacentini)
- Grande Albergo Miramare
- Piazza Mezzacapo detta di Sant'Agostino

## N
- Torre Nervi (Torre del Lido Comunale Zerbi)
- Palazzo Nesci
- Villa Nesci

## P
- PalaPentimele (PalaCalafiore)
- Palazzo Pellicano
- Palazzo delle Poste
- Palazzo Piacentini (Museo Nazionale della Magna Grecia)
- Politeama Siracusa
- Piazza del Popolo
- Portale di Casa Vitrioli
- Prefettura (Palazzo del Governo)
- Palazzo della Provincia (Palazzo Foti)

## R
- Palazzo Romeo Retez
- Palazzo della Regione (Palazzo Campanella, Consiglio regionale della Calabria)

## S
- Palazzo San Giorgio (Municipio)
- Serpentone
- Politeama Siracusa
- Palazzo Spanò Bolani
- Palazzo Spinelli (Rettorato)
- Stadio Oreste Granillo
- Stazione Centrale
- Stazione Lido

## T
- Teatro Francesco Cilea
- Tempio della Vittoria (Chiesa di San Giorgio al Corso)
- Palazzo Trapani Lombardo
- Le tre fontane
- Palazzo dei Tribunali (Palazzo di Giustizia)

## V
- Villa comunale Umberto I
- Palazzo Vitale
- Palazzo Vitrioli

## Z
- Palazzo Zani-Spadaro
- Palazzo Zani (Facoltà di Giurisprudenza, ex Genio Civile)